# Воробйов Аркадій Микитович
Аркадій Микитович Воробйов (3 жовтня 1924, Тамбовська область — 22 грудня 2012) — український та російський радянський важкоатлет, дворазовий олімпійський чемпіон з важкої атлетики.
Воробйов почав займатися важкою атлетикою після Німецько-радянської війни.
У 1950 вперше виграв чемпіонат СРСР.
На Олімпіаді 1952 у Гельсінкі Воробйов виграв бронзу.
На Іграх у Мельбурні (у 1956 році) та Римі (у 1960) атлет виграв золоті медалі.
На рахунку Воробйова п'ять золотих медалей чемпіонатів світу, а також срібло і бронза світових першостей. Йому належало 26 світових рекордів.
П'ять разів перемагав на чемпіонатах Європи. За загальною кількістю нагород, завойованих на міжнародній арені, Воробйов займає перше місце серед радянських штангістів.
Після закінчення професійної кар'єри перейшов на тренерську роботу.